# Famille Draskovich
La famille Draskovich de Trakostyán (en hongrois : trakostyáni Draskovich család) était une famille aristocratique hongroise.